# Rad Racer
Rad Racer, i Japan känt som Highway Star (ハイウェイスター Haiuei Sutā?), är ett racingspel utvecklat och utgivet av Square till NES 1987. Spelet släpptes till NES i Nordamerika och Europa några månader efter sin debut på Famicom. Eftersom försäljningen av Rad racer inte motsvarade förväntningarna så inledde det hårt ekonomiskt ansatta Squaresoft arbetet på det som skulle bli det första spelet i Final Fantasy serien.
Rad Racer utmärker sig bland NES-spelen genom att ha stöd för anaglyfiska 3D-glasögon (röd/blå), vilket ger spelaren möjlighet att uppleva djup i spelbanan.

### Fotnoter
1. 1 2 3  ”Rad Racer”. NES DB. 27 februari 1987. Arkiverad från originalet den 26 april 2014. https://web.archive.org/web/20140426201830/http://www.nesdb.se/game_more.php?id=658&rid=1. Läst 25 april 2014.